# Inside (2007)
Inside ist ein französischer Horrorfilm aus dem Jahr 2007.

## Handlung
Die schwangere Fotografin Sarah Scarangelo wird bei einem Autounfall schwer verletzt, ihr beifahrender Mann Matthieu erliegt seinen Verletzungen. Vier Monate später, einen Tag vor Weihnachten, teilt ihr Arzt ihr bei einer Untersuchung mit, dass „sie“ sich gut entwickelt und am nächsten Morgen die Geburt eingeleitet wird. Er fragt sie, ob sie jemanden habe, der sie ins Krankenhaus bringen kann.
Sarah wird von ihrer Mutter abgeholt, die dagegen ist, dass Sarah nach der Geburt noch zu Pariser Vorstadtrevolten mit brennenden Autos fotografieren geht. Sie sitzt daraufhin in einem Park und fotografiert wahllos Personen, als ihr Vorgesetzter Jean-Pierre sich neben sie auf die Bank setzt und die beiden ausmachen, dass er sie am nächsten Tag um sieben Uhr morgens zum Krankenhaus fährt. Er erhält dafür die Haustürschlüssel. Zu seinem Auto gehend, meint sie, es sei ihr Recht, zu Weihnachten alleine zu sein. Ihr Chef meint dazu nur: „Ich bin mir sicher, in einem Jahr wirst du anders darüber denken“, auf die bevorstehende Geburt ihres Kindes anspielend.
Zuhause abgesetzt schläft sie im Schaukelstuhl ein und hat einen Albtraum, in dem ihr Kind durch den Mund geboren wird. Sie wacht durch die Türklingel auf, kann die Person allerdings nicht durch das Guckloch erkennen. Die Frau gibt vor, telefonieren zu wollen, da ihr Mobiltelefonakku leer sei und ihr Auto eine Panne habe. Sarah will die Frau nicht zum Telefonieren ins Haus lassen und behauptet daher, dass ihr Mann am nächsten Morgen früh zur Arbeit müsse. Daraufhin sagt die unbekannte Frau an der Tür: „Du hast keinen Mann, Sarah. Dein Mann ist tot!“ Sarah bekommt es mit der Angst zu tun und flüchtet in einen anderen Raum, bei dem die unbekannte Frau vor der Glastür der Terrasse steht und sich eine Zigarette anzündet. Dabei wird kurz ihr Gesicht sichtbar. Sie schlägt auf die Tür, wobei das Glas reißt, aber nicht vollständig zerstört wird. Sarah nimmt ihre Spiegelreflexkamera und macht mit Blitzlicht ein paar Fotos. Bereits halb in Panik geraten, ruft sie die Polizei an.
Sarah entwickelt die Fotos in ihrem eigenen Fotolabor und bemerkt dabei, dass diese Frau sie bereits im Park beobachtet hat. Wenig später trifft die Polizei ein und verspricht, eine Streife zu informieren, damit diese die Nacht über regelmäßig vorbeischaut. Sie spricht noch eine Nachricht auf Jean-Pierres Mailbox mit der Bitte, er möge die Bilder nachbearbeiten. Sie legt sich beruhigt schlafen, als plötzlich die unbekannte Frau in ihrem Zimmer steht, eine Schere in Alkohol desinfiziert und Sarah durch den Bauchnabel stößt. Sarah wird wach, bekommt die Schere durchs Gesicht gezogen, sodass sie eine klaffende Wunde an der linken Wange behält. Sie kann sich einem weiteren Stoß jedoch entziehen, schlägt der unbekannten Frau eine Nachttischlampe über den Kopf und flüchtet sich ins Bad, wo sie die Tür von innen verriegelt.
Der Vorgesetzte trifft ein. Er will nochmals kurz schauen, ob alles in Ordnung ist. Dabei trifft er die unbekannte Frau, nennt diese Sarahs Mutter, da er ihre Mutter noch nicht getroffen hat und zeigt sich erleichtert, dass jemand auf Sarah aufpasst. Sarah versucht dies alles durch die Badezimmertür zu verstehen. Sarahs angebliche Mutter sagt dazu nur: „Eine Mutter weiß, wann sie auf ihr Kind aufzupassen hat.“ Er will daraufhin wieder gehen, bekommt aber noch einen Drink angeboten. Jean-Pierre findet daraufhin das zu dunkle Foto, welches Sarah von der unbekannten Frau auf der Terrasse gemacht hat und wundert sich, was auf dem Foto zu sehen sei. Die unbekannte Frau will daraufhin die Schere hervorholen um offensichtlich Jean-Pierre damit zu töten. Dazu kommt es jedoch nicht, da in diesem Moment die Haustür aufgeschlossen wird und Sarahs echte Mutter das Haus betritt. Diese erkennt die unbekannte Frau auch nicht, Jean-Pierre ist verwirrt und Sarahs Mutter geht die Treppe hoch, um ihre Tochter zu suchen.
Jean-Pierre erkennt daraufhin, dass die unbekannte Frau die Person auf dem Foto ist. Sarahs Mutter kommt zum Badezimmer, Sarah öffnet die Tür, ihre Mutter steht an der Schwelle und aus Furcht, die unbekannte Frau betrete den Raum, sticht sie ihrer Mutter mit einer großen Haarnadel in den Hals und tötet sie somit. Jean-Pierre kommt nach oben und sieht die tote Mutter. Während er auf der Treppe kniet, sticht die unbekannte Frau mehrmals mit ihrer Schere auf ihn brutal ein, bis auch er leblos da liegt. Sarah schließt sich wieder ins Bad ein, derweil die unbekannte Frau Jean-Pierre ins Wohnzimmer schleppt und ihm durch ein Kissen ins Auge und ins Gehirn sticht, sodass er nun endgültig tot ist.
Sarah begibt sich in ihr Schlafzimmer, wo sie ihr Handy zu finden hofft, jedoch wurde dies bereits von der unbekannten Frau entfernt. Als diese nun wieder die Treppe heraufkommt, sieht sie Sarah, die gerade versucht, erneut in das Badezimmer zu flüchten, wo sie sich in Sicherheit hofft, doch die Frau schafft es, sie an den Haaren zu packen, bevor sie die Tür schließen kann. Sarah schafft es, ihr die große Haarnadel in den Arm zu stechen, die dort abbricht. Die Frau zieht daraufhin ihren Arm aus der Tür heraus. Die Tür wird wieder verschlossen, die unbekannte Frau sitzt davor, raucht eine Zigarette und krault die herbeigelaufene Katze, der sie letztendlich das Genick bricht und die sie dann wegwirft.
Ein Streifenwagen fährt am Haus vorbei, während Sarah versucht, die Tür zu zerstören, die durch eine Kommode von außen durch die unbekannte Frau versperrt wurde. Die unbekannte Frau öffnet die Tür. Zwei Polizisten, die beim Anruf Sarahs nicht dabei waren, halten diese für Sarah, wundern sich über das klopfende Geräusch, bekommen aber zu hören, dies sei eine alte Waschmaschine, und verschwinden wieder. Sarah kann ihren Arm durch ein inzwischen größer gewordenes Loch in der Tür strecken, was ihr zum Verhängnis wird: Die durch das Geräusch wütend gewordene unbekannte Frau fixiert mit der Schere Sarahs Hand an der Außenseite des Türrahmens.
Die Polizisten kommen zurück – sie haben gemerkt, dass die unbekannte Frau nicht schwanger ist. Ein Polizist geht die Treppe hoch und findet Sarah, während der andere anfängt, die unbekannte Frau festzunehmen. Diese stößt ihm allerdings mit einem weiteren spitzen Gegenstand, den sie in ihrem Ärmel versteckt hatte, in sein Auge, woraufhin er sterbend am Boden liegen bleibt. Die Frau stiehlt die Pistole des überwältigten Polizisten, erschießt damit dessen Kollegen, der bei Sarah angekommen ist, und lockt damit einen weiteren, draußen wartenden Zivilpolizisten, der mit einem Gummigeschoss bewaffnet ist, ins Haus. Der Polizist hat noch einen festgenommenen Randalierer per Handschelle an sich gefesselt.
Die beiden erreichen Sarah, geben erste Hilfe, durchsuchen danach das Haus und entdecken, dass die Frau verschwunden ist, als jedoch das Licht ausgeht. Der Polizist verbindet nachträglich Sarahs Hand, gibt ihr den Revolver seines getöteten Kollegen und geht nach unten, um Verstärkung und einen Krankenwagen zu rufen. Sarah legt sich ins Bett, während der Gefangene und der Zivilpolizist die Sicherung reparieren wollen, als sie allerdings merken, dass die Frau noch da ist. Der Polizist fällt leblos um, die unbekannte Frau streckte ihn mit dem Gummigeschoss nieder, welches sie sich unbemerkt hatte aneignen können. Der Gefangene bekommt eine Schere in seine Stirn gerammt, die er sich aber noch herausziehen kann, bevor er leblos liegen bleibt.
Die Frau kommt ins Schlafzimmer und versucht, die im Bett liegende Sarah zu küssen, als diese ihr die Zunge abbeißt und aus dem Bett heraus ins Erdgeschoss flüchtet. Der Versuch, die Haustür zu öffnen, schlägt fehl, da diese verriegelt wurde. Die Unbekannte greift sie an und zerrt sie nach einem kurzen Kampf, den Sarah verliert, in die Küche. Sarah will daraufhin ihr Kind töten, indem sie sich einen spitzen Gegenstand in den Bauch rammen will, jedoch hindert ihre Gegnerin sie durch einen gezielten Schlag mit einem Toaster daran. Die Frau geht vor der am Boden liegenden Sarah in die Knie, zündet sich eine Zigarette an und bekommt als Folge von Sarah mit einer auf dem Boden liegenden Sprühflasche mit entflammbarem Inhalt das Gesicht verbrannt. Darauf läuft die Frau schreiend weg. Sarah droht durch ihre Verletzungen zu ersticken und kann sich gerade noch durch einen selbstangelegten Luftröhrenschnitt retten.
Sie bastelt zur Verteidigung eine improvisierte Lanze und geht, durch die Blitze ihrer Kamera geleitet, durch das dunkle Haus, um die Frau zu suchen, die sie in einem Wandschrank findet. Sie will schon ansetzen, diese zu töten, als sie gefragt wird: „Willst du mich noch einmal töten, Sarah? Du hast es schon einmal getan!“ Man sieht den Unfall, bei dem Sarahs Ehemann Matthews gestorben ist, und erkennt, dass die Frau, ebenfalls schwanger, im anderen Unfallwagen saß. Sarah erwidert, ihr sei mitgeteilt worden, dass ihre Gegnerin bei dem Unfall verstorben sei.
Perplex geht Sarah ins Wohnzimmer, als sie mitbekommt, dass der Polizist, der zuvor mit dem Gummigeschoss niedergestreckt wurde, noch am Leben ist und das Licht über den Sicherungskasten wieder anmacht. Sarah spricht ihn an, jedoch greift der durch seine schwere Kopfverletzung völlig verwirrte Polizist Sarah an. Er schlägt mit einem Stock gezielt auf ihren Bauch, wodurch die Fruchtblase platzt. Die Frau eilt Sarah zur Hilfe und tötet ihn mit ihrer Lanze. Sarah flieht und quält sich die Treppe hoch. Dabei lassen ihre Kräfte nun endgültig nach. Die Frau schnappt sich wiederum die Schere, geht hinterher und holt sie ein. Sarah teilt ihr mit, dass das Kind kommt, aber festsitzt. Nach kurzer Beruhigung durch Zureden und Kopfstreicheln fängt die Unbekannte an, Sarahs Kleid so zu zerschneiden, dass der Bauch freiliegt, um, als einzig verbliebenes Mittel, das Kind lebend zu bekommen und ihren eigentlichen Plan, einen Kaiserschnitt vorzunehmen, doch noch auszuführen. 
Ohne weitere Worte und nur durch ein gelegentliches „Pst“ zur „Beruhigung“ fängt die unbekannte Frau an, das Baby unprofessionell zu entbinden. Die letzten Bilder zeigen die Frau mit dem Baby im Schaukelstuhl in ihren Armen und Sarahs Leiche auf der Treppe.

## Kritiken
„À l'intérieur ist eine der lang erwarteten Überraschungen, die auf knüppelharte Art und Weise zeigt, wie man einen Horrorfilm abliefert, der auf allen Ebenen überzeugen kann. Neben ausgezeichnetem Schauspiel werden Szenen geboten, die sich regelmässig in der Ästhetik und Brutalität überbieten, was À l'intérieur zu einem qualitativ hoch stehenden Schockerlebnis macht. Einzig die fragwürdig geratene Auflösung und einige Logiklücken gegen Ende verdirbt À l'intérieur die Höchstnote.“

„Ein äußerst brutaler, unberechenbarer Film als eine der Spitzen des französischen Slasher-Genres. Mit erlesener Kameraarbeit und soliden Darstellerinnen präsentiert sich ein leichenreicher Schocker, der nicht nur unter die Haut geht, sondern auch auf den Magen schlägt.“

## Veröffentlichung in deutscher Sprache
Der Film erschien in Deutschland um knapp zwei Minuten gekürzt auf DVD über das Autobahn-Label von Senator Entertainment im Steelbook mit zwei DVDs. Der Erscheinungstermin war der 28. Mai 2008. Am 30. September 2008 wurde diese gekürzte Fassung indiziert, am 26. Juni 2009 folgte die bundesweite Beschlagnahme durch das Amtsgericht Tiergarten (Az.:(352 Gs)75 Js 1018/08(2252/09)).
Der Film erschien in Österreich ungekürzt mitsamt deutscher Sprache über NSM Records auf DVD am 26. September 2010 und auf Blu-ray am 11. November 2011.

## Neuverfilmung
Hollywood bekundete Interesse an einem Remake. Die Regisseure Maury und Bustillo wurden gefragt, doch beide lehnten ab. Jaume Balagueró, der Regisseur von REC, sagte in der Filmzeitschrift Fangoria, dass er die Regie für die Neuverfilmung in ferner Zukunft machen würde und dass sie dabei die „Akzente mehr auf den Schrecken der Schwangerschaft legen würden als auf Gore“.
2012 erwähnte Maury, es habe einige Probleme mit den Filmrechten gegeben, und das Projekt wurde verschoben. Darüber hinaus war er unsicher, ob Balagueró noch an das Projekt gebunden ist.
Im Juni 2016 erschien der Trailer zum Remake mit Rachel Nichols. Der Film lief am 18. August 2016 in osteuropäischen Kinos an.
Regisseur des Remakes ist Miguel Ángel Vivas (Kidnapped) und für das Drehbuch war Jaume Balagueró zuständig.